# Park Narodowy Sierra Nevada de Santa Marta

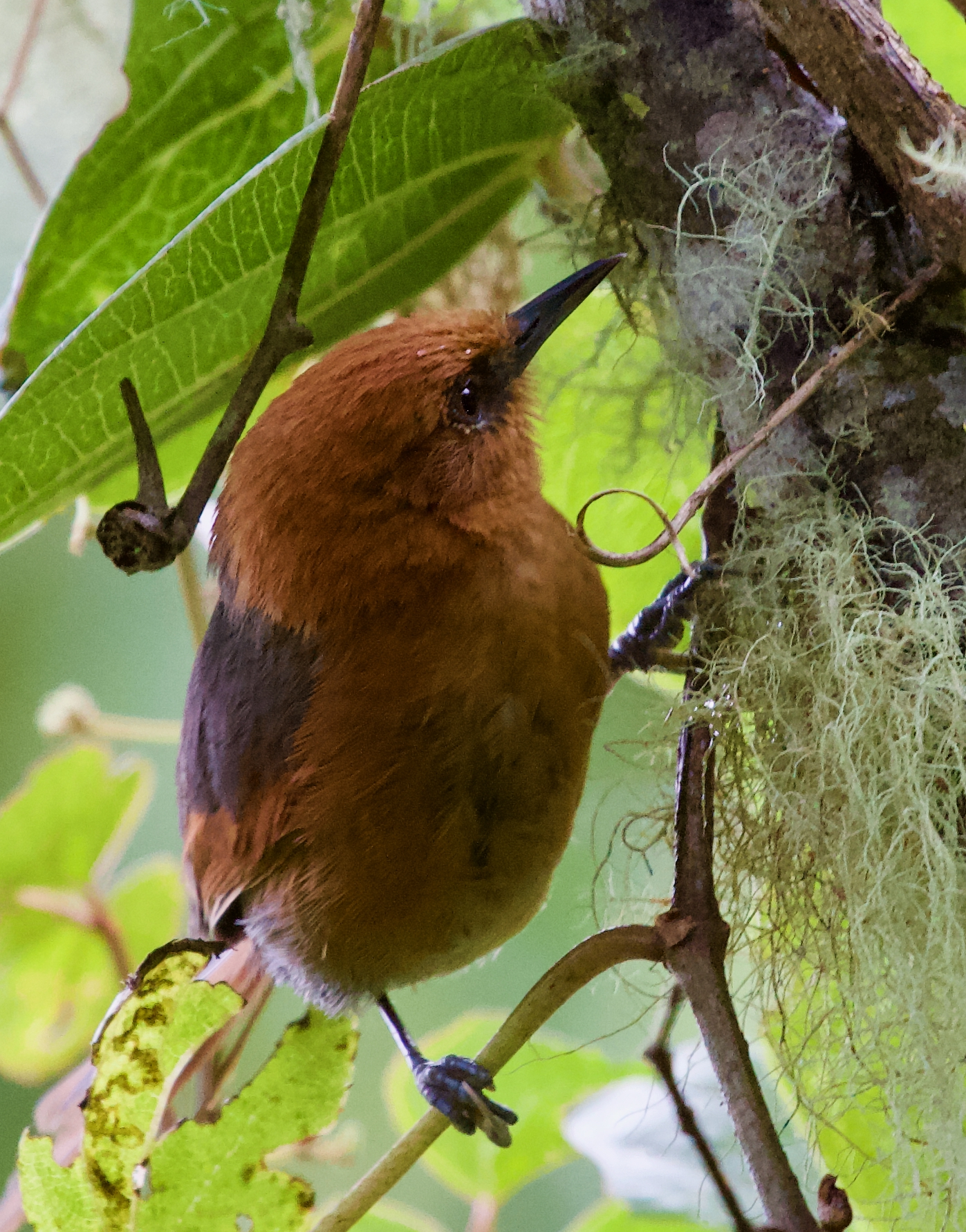
Ogończyk kolumbijski w parku

Park Narodowy Sierra Nevada de Santa Marta (hiszp. Parque nacional natural Sierra Nevada de Santa Marta) – park narodowy w Kolumbii położony w departamentach Magdalena, La Guajira i Cesar. Został utworzony 31 sierpnia 1964 roku i należy do najstarszych parków narodowych w Kolumbii. Zajmuje obszar 5733,13 km². Od 1979 roku wraz z położonym na północny zachód od niego Parkiem Narodowym Tayrona tworzy rezerwat biosfery UNESCO o nazwie „Sierra Nevada de Santa Marta”. W 2008 roku jego północna część została zakwalifikowana przez BirdLife International jako ostoja ptaków IBA. Od 2012 roku wraz z Parkiem Narodowym Tayrona znajduje się na liście informacyjnej światowego dziedzictwa UNESCO.

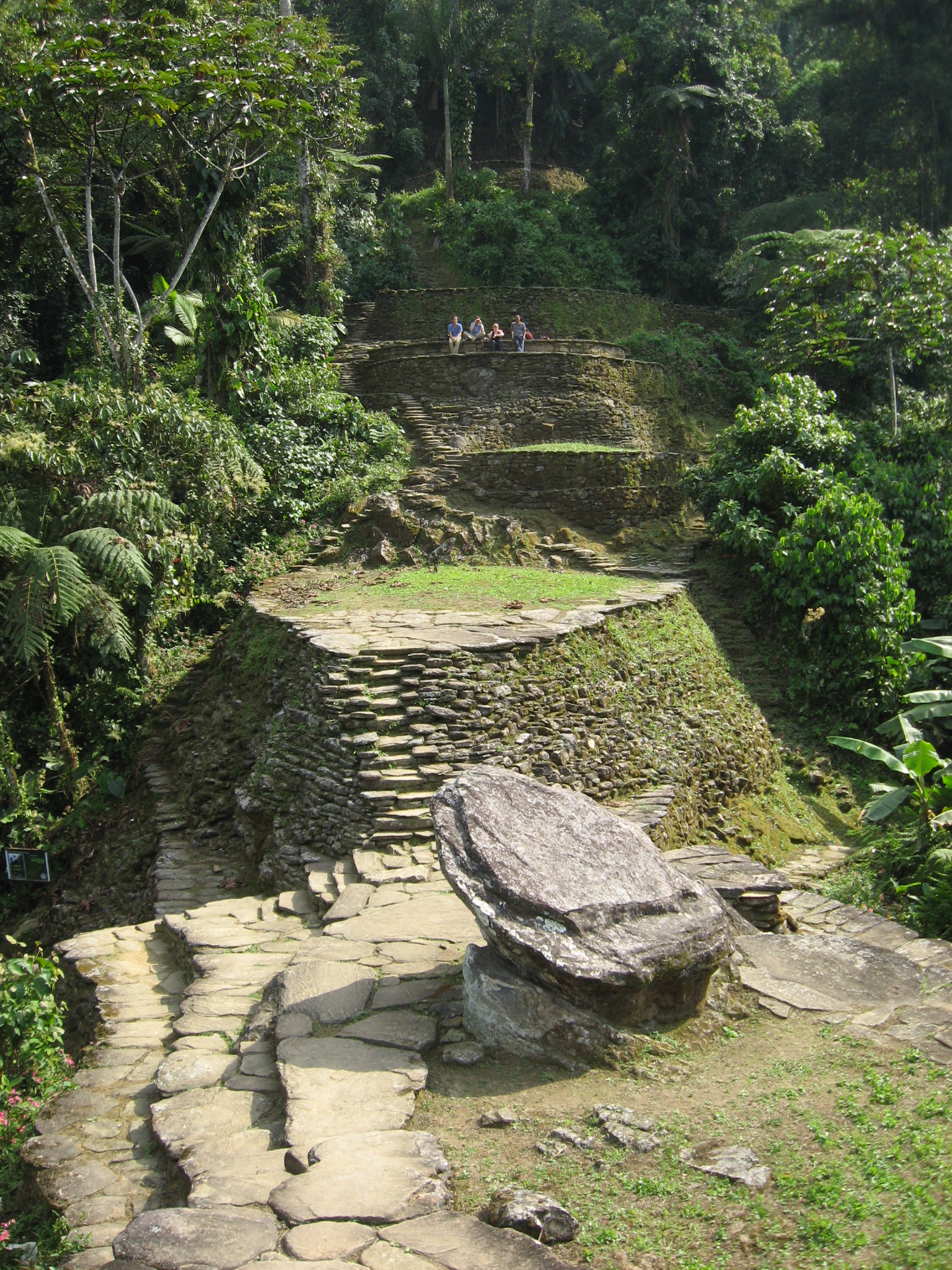
Fragment ruin miasta Ciudad Perdida

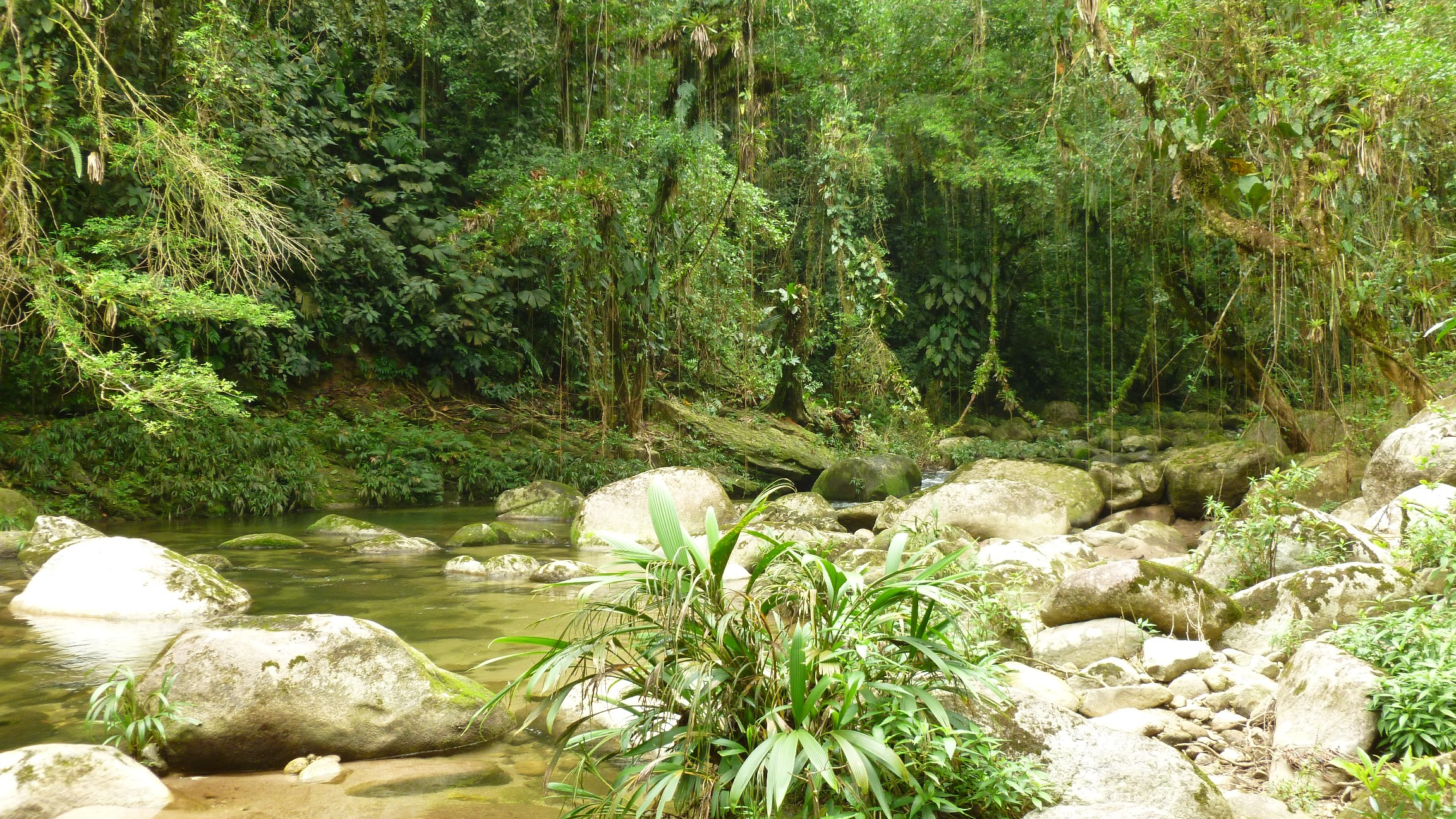
Wilgotny las równikowy w parku

## Opis
Park obejmuje większą część masywu górskiego Sierra Nevada de Santa Marta na wysokościach od 0 do 5775 m n.p.m. Znajdują się tu najwyższe szczyty masywu: Cristóbal Colón i Simón Bolívar oraz źródła 16 rzek. Niżej położoną część parku pokrywa wilgotny las równikowy i tropikalny wilgotny las górski. 33 procent powierzchni parku, powyżej 3000 m n.p.m., zajmuje paramo oraz lodowce. W parku znajdują się rezerwaty rdzennych mieszkańców z ludów Kogi, Wiwa, Arhuaco i Kankuamo oraz stanowisko archeologiczne Teyuna (hiszp. Ciudad Perdida czyli Zaginione miasto). Są tu, odkryte w 1972 roku przez poszukiwaczy skarbów, ruiny miasta założonego przez lud Taironi prawdopodobnie w 800 roku n.e..
Średnia roczna temperatura w parku wynosi w zależności od wysokości od 6 do +27 °C.

## Flora
W parku rosną zagrożone wyginięciem (EN) Linochilus coriaceus i Linochilus santamartae, a także m.in.: Espeletia occulta, Chaptalia incana, Diplostephium rangelii, Pentacalia carrikeri, Pentacalia hammenii, Pentacalia mamancanacana, Senecio romeroi, Miconia oreogena, Anacardium excelsum, łoskotnica pękająca, Quararibea cordata, Stevia lucida, Calamagrostis effusa, Lachemilla polylepis, Hypericum stenopetalum, Aragoa kogiorum.

## Fauna
W parku odnotowano 189 gatunków ssaków, 631 gatunków ptaków, 92 gatunki gadów, 50 gatunków płazów i 95 gatunków ryb.
Ssaki to narażone na wyginięcie (VU) mazama karłowata, andowiak jednobarwny i tapir amerykański, a także m.in.: jaguar amerykański, ryżowiaczek leśny i ryżoszczurnik ciemny.
Ptaki tu występujące to krytycznie zagrożone wyginięciem (CR) czubacz niebieskodzioby i zapylak kolumbijski, zagrożone wyginięciem (EN) kolcodziobek czarnogrzbiety, rudosterka zielona i andowik, narażony na wyginięcie (VU) kondor wielki, a także  m.in.: hełmik zielonobrody, ogończyk kolumbijski, elfik białosterny, koszykarz skalny, koronówka białobrewa, zaroślak czarnogłowy, stokowczyk szaropierśny, krytonosek brunatny, oliwiaczek złotolicy, drozdek szarogrzbiety, haczykodziobek białoboczny, pleszówka żółtołbista i tangarka berylowa.
Płazy żyjące w parku to m.in.: krytycznie zagrożona wyginięciem (CR) Atelopus arsyecue, zagrożone wyginięciem (EN) Geobatrachus walkeri, Pristimantis delicatus, Pristimantis cristinae, Pristimantis ruthveni, Pristimantis carmelitae, Atelopus carrikeri, Cryptobatrachus ruthveni, Atelopus nahumae i Atelopus laetissimus oraz narażone na wyginięcie (VU) Ikakogi Tayrona i Cryptobatrachus boulengeri.